# 龙王庙镇 (东港市)
龙王庙镇，是中华人民共和国辽宁省丹东市东港市下辖的一个乡镇级行政单位。

## 行政区划
龙王庙镇下辖以下地区：
龙王庙社区、五龙村、三道洼村、高家堡子村、马家堡村、卧虎村、南围村和荒地村。